# Caph
Caph (arabisch كف, DMG Kaf ‚Handfläche‘) oder β Cassiopeiae (Beta Cassiopeiae, kurz β Cas) ist ein Stern im Sternbild Kassiopeia. Caph besitzt eine scheinbare Helligkeit von 2,27 mag, gehört der Spektralklasse F2 III–IV an und liegt 55 Lichtjahre von uns entfernt.

## Eigenschaften
Caph besitzt eine Masse von rund 2 M⊙. Die Rotationsachse ist gegenüber unserer Sichtlinie um etwa 20° geneigt, womit wir hauptsächlich auf den Pol des Sterns sehen. Der Stern rotiert sehr schnell und weist eine Abplattung von 1:4,2 auf, d. h. der Radius ist am Äquator ca. 24 % größer als an den Polen (Äquatorradius ≈ 3,8 R⊙, Polradius ≈ 3,1 R⊙). Aufgrund des gravity darkening beträgt die effektive Temperatur am Äquator ca. 6 200 K und an den Polen ca. 7 200 K. Die projizierte äquatoriale Rotationsgeschwindigkeit beträgt vsini ≈ 72 km/s, was bei einer Neigung der Rotationsachse von i = 19,9° einer wahren Rotationsgeschwindigkeit am Äquator von v ≈ 213 km/s entspricht. Dies ist 92 % der kritischen Geschwindigkeit, bei der der Stern am Äquator Materie in den Weltraum schleudern würde. Beim vorhin genannten Äquatorradius ergeben sich 1,1 Umdrehungen/Tag, oder anders ausgedrückt, eine Rotationsperiode von 0,9 Tagen.
Caph ist ferner ein veränderlicher Stern vom δ-Scuti-Typ. Der Lichtwechsel ist monoperiodisch, die Periode beträgt 0,101 036 676 Tage. Der Pulsationsmodus ist nicht bekannt, jedoch deutet einiges darauf hin, dass der Stern nichtradial und im zweiten Oberton pulsiert. Die V-Helligkeit schwankt um 0,04 mag (2,25 – 2,29 mag); damit ist Caph ein low-amplitude δ Scuti star (kurz LADS).
Früher wurde Caph als spektroskopischer Doppelstern mit einer Umlaufzeit von 27 Tagen klassifiziert. Spätere Untersuchungen bestätigten einen spektroskopischen Begleiter nicht; Caph gilt heute als Einzelstern.

## Zeitbestimmung
Da Caph sehr nah am Kolur mit 0° Rektaszension – also dem „Nullmeridian“ des Himmels – liegt, ist er gut geeignet, als „Uhrzeiger“ zur Bestimmung der Sternzeit. Steht er:
- über dem Polarstern, ist es 0 Uhr,
- westlich (links) des Polarsterns, ist es 6 Uhr,
- unter dem Polarstern, ist es 12 Uhr,
- östlich (rechts) des Polarsterns, ist es 18 Uhr.

Die Sternzeit lässt sich dann mit Hilfe des Datums in die Sonnenzeit (Uhrzeit) umrechnen:
{\displaystyle Sonnenzeit=Sternzeit-(2M+4)\ Stunden-(4T+20)\ Minuten},
wobei M der Monat und T der Tag des aktuellen Datums ist. Während der Sommerzeit muss noch eine Stunde addiert werden, sowie – in Deutschland – bis zu 30 Minuten, je nachdem, wie weit westlich des 15. Meridians man sich befindet.